# 인간의 땅 (드라마)
《인간의 땅》은 1994년 10월 12일부터 1995년 2월 23일까지 방영된 KBS 2TV 수목드라마로, 한국 근현대 1백년사를 실단과 금단의 두 여인의 파란만장한 삶을 통해 조명해 보았다.
한편, 이 드라마는 방영 초반에는 시청률 20%를 넘었으나 MBC 《아들의 여자》로 인해 13%선에서 머물렀고 뒤늦게 시작한 SBS 《모래시계》로 인해 7~8%까지 시청률이 하락하게 되어 애초 기획한 50부작에서 40부작으로 조기 종영되었다.

## 등장 인물
- 김혜자 ← 옥소리 : 김실단 역
- 최지희 ← 염정아 : 김금단 역 - 실단의 언니
- 한인수 ← 김현석 : 장수명 역 - 실단의 첫사랑, 훗날 해방정국의 정치적 지도자
- 홍성우 ← 이일재 : 김찬 역 - 항일의병운동에서 좌익인물로 변신
- 윤승원 : 한돌 역 - 실단의 남편
- 심신 : 샤샤 김 역 - 금단의 손자
- 김혜선 : 장지애 역 - 샤샤 김의 연인, 수명의 손녀
- 정동환 : 다나카 역 - 일본군 파견대 소장
- 조형기 : 영구 / 덕구 역 - 쌍둥이 형제
- 김영옥
- 김상순
- 박규채
- 김인문
- 전원주
- 김을동
- 김자옥
- 홍성민
- 박영규
- 김청
- 남영진
- 박정웅
- 곽정희
- 김명희
- 서갑숙
- 김수미
- 손호균
- 홍일권
- 토니 커티스 : 페드로

## 연속 방영
- 1994년 11월 15일 : 《스칼렛》 편성으로 인해 11~12회 연속 방송[3]

## 참고 사항

### 제작
- 박병우 작가는 1990년 KBS 1TV 역사는 흐른다 이후 4년 만에 연속극 집필 활동을 재개하였다. <인간의 땅>은 박 작가의 마지막 드라마 집필작이 되었고 박 작가는 <인간의 땅> 이후 한동안 지병인 심장질환으로 고생하다가 2003년 10월 31일 세상을 떠났다.
- 숨은 그림 찾기 이후 후속작으로 기획된 자체제작 미니시리즈 갈채와 창공이 영화 촬영 등의 이유 탓인지 주요 배우 섭외 문제로 보류되자 대체 편성됐다.
- 전 TBC-KBS PD 출신의 심현우 연출 감독이 대표이사로 있었던 제일영상에서 외주제작하였으며, 1992년 MBC 월화 미니시리즈 두 여자 이후 두 번째로 제일영상에서 외주제작한 연속극이다.
- 남편의 여자, 백색 미로에 이어 세 번째로 KBS 수목드라마를 외주에 제작을 맡긴 드라마이다. 미니시리즈 형태가 아닌 것은 <인간의 땅>이 처음이었다.

### 캐스팅
- 1961년 11월 KBS 탤런트로 데뷔했으나 1969년 말 MBC 개국과 함께 옮겨 간 김혜자의 KBS 복귀작이어서 화제를 모았다.
- 김혜자 외에도 MBC 공채 탤런트 출신 한인수(성인 장수명 역)/김현석(청년 장수명 역), 조형기(덕구 겸 영구), 박규채 등을 캐스팅하는 과정에서 MBC 측과 한때 마찰을 겪었다.
- 영화배우 겸 제작자 김지미가 출연한다는 오도성 발표를 하였고, 배역이나 출연료도 발표하지 않은 상황에서 매염방, 탄융린, 토니 커티스 등 세계적 배우들의 출연을 약속하여 과잉 홍보작전이 아니냐는 의혹을 샀다.[4]
- 앞서 언급한 배우들 중 출연에 성공한 사람은 토니 커티스 뿐이었다.

### 논란
- 방송편성이 되지 않았음에도 제작발표회를 갖고 1994년 10월 방영을 공언하여 구설수에 올랐다.
- KBS는 <인간의 땅> 이후 갈채, 창공, 젊은이의 양지를 편성할 계획이었는데 이들 중 젊은이의 양지는 당초 <야망의 계단>이란 제목이 거론됐다.
- 내용전개에서 과거와 현재가 혼재되고 외국배경을 국내에서 촬영한 것이 눈에 띄는 등 작품성에서 지적을 받았다.[5]
- 94년 12월 말 선정-폭력적 장면묘사로 방송위원회로부터 경고조치를 받았음에도 불구하고 동일한 장면인 전라의 남녀 뒷모습과 개짖는 소리를 내며 바닥을 기는 장면 등을 계속 내보내어 비난을 받았다.[6]
- 1995년 최악의 드라마 3위에 선정되는 불명예를 안아야 했다.[7]